# آسيويون

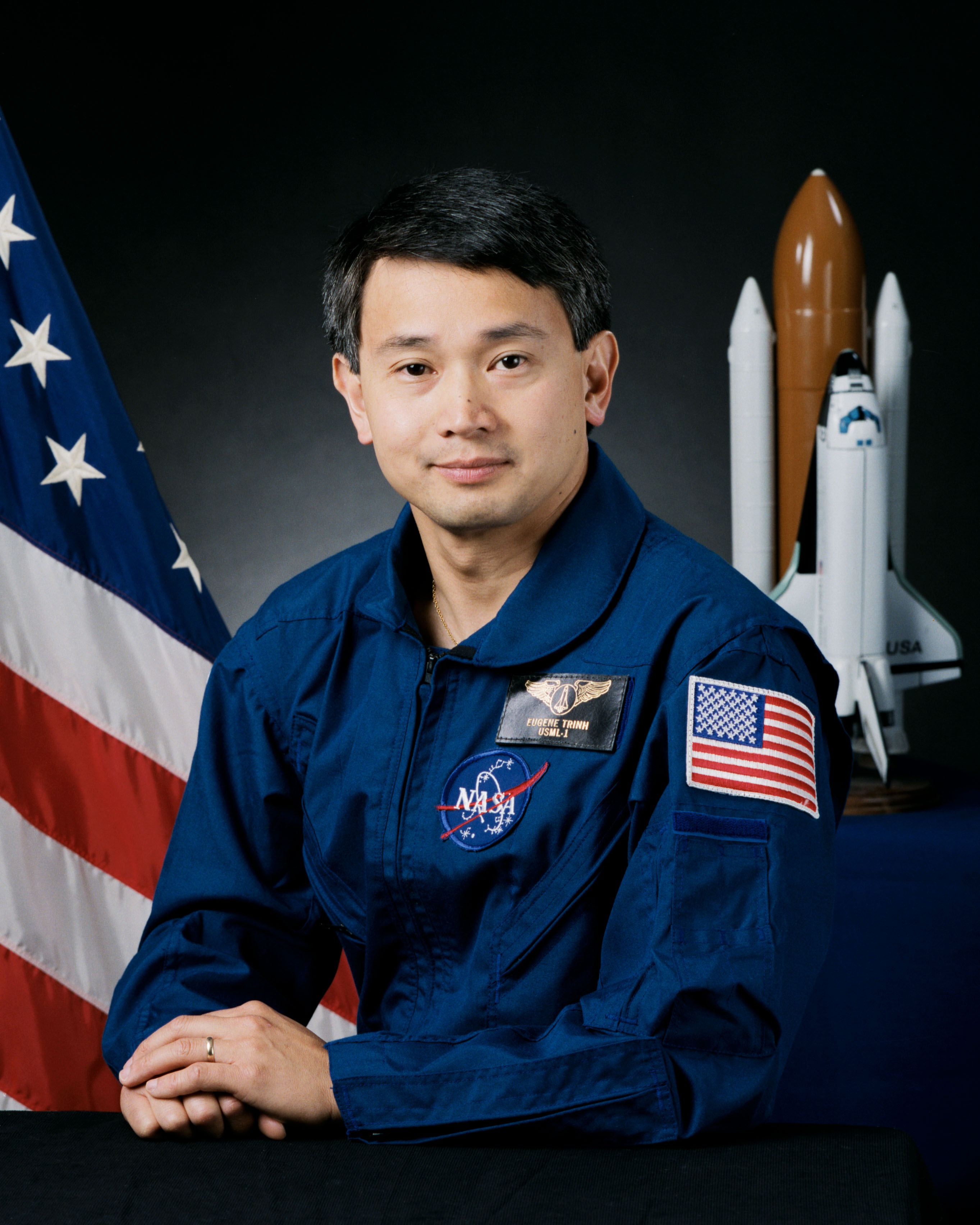
رائد فضاء أمريكي فيتنامي ذو أصول آسيوية.

الآسيويون أو الشعوب الآسيوية بشكلٍ عام هم السكان الأصليين أو الذين تنحدر أصولهم إلى بلاد آسيا، يختلف المصطلح باختلاف المكان، فعند بعض الأفارقة وعند البريطانيون مُصطلح «آسيوي» يُطلق على من هم من جنوب آسيا خاصةً الهنود والباكستانيون والبنغاليين، وعند العرب يُطلق الآسيوي على من هم من شرق وجنوب آسيا في المقام الأول، مثل الهند والصين والكوريتين والفلبين وغيرهم، وذلك بسبب الجاليات الكثيرة التي تقطن في الوطن العربي.